# Deroplatyidae
Deroplatyidae (лат.) — семейство богомолов.
Встречаются в Азии (Индия, Индокитай, Малайзия) и Афротропике.

## Описание
Крупные богомолы, которые могут быть отличимы от всех других групп по следующей комбинации признаков: коричневатые, довольно удлинённые, напоминающие палку или лист; вершина головы без отростка; глаза округлые или слегка конические; юкстаокулярные выпуклости нечёткие; лобный щит не килеватый; переднеспинка либо очень удлинённая, по крайней мере в 5,5 раз длиннее ширины, либо с большим фолиевидным расширением по всему краю; супракоксальная дилатация хорошо хорошо выражена, но может быть скрыта фолиевидным расширением. Метазона по крайней мере в 3 раза длиннее прозоны; апикальные лопасти переднеспинки максимум с очень коротким шипом. Переднеспинка с 4 дисковидными и 4 задневентральными шипами, без отчётливой кренуляции медиовентрально задневентрально шипами; задневентральные шипы переднеспинки не опушены; ходильные ноги иногда с субапикальными вентральными лопастями.
Самцы мезоптерные до макроптерных, самки макроптерные до брахиптерных; супраанальная пластинка округлая или надрезанная, с пазушными краями; церки короче половины длины брюшка, цилиндрические.

## Систематика
Таксон включался в семейство Mantidae. В 2019 году впервые получил ранг отдельного семейства и включил в себя подсемейства Popinae и Deroplatyinae.
Таксон включён в состав надсемейства Mantoidea (из группы Cernomantodea) и инфраотряд Schizomantodea.
Группа преимущественно палочковидных родов, объединённых генитальной морфологией. Предполагается, что брахиптерия (но не обязательно сходство с палкой) развивалась независимо в Popinae и Deroplatyinae. Например, Popa имеет полностью макроптерных самцов и мезоптерных самок, в отличие от других Popini, у которых мезоптерные самцы и брахиптерные или микроптерные самки. Аналогично, Euchomena является макроптерным, в то время как родственная ему группа Leptocolina имеет мезоптерных самцов и микроптерных самок. У Deroplatyinae все самцы макроптерные, а самки мезоптерные или макроптерные у Deroplatyini и брахиптерные или микроптерные у Euchomenellini.
- Подсемейство Deroplatyinae (Азия)
  - Триба Deroplatyini
    - Deroplatys Westwood, 1839[6]
    - Mythomantis Giglio-Tos, 1916
    - Pseudempusa Brunner v. W., 1893

  - Триба Euchomenellini
    - Euchomenella  Giglio-Tos, 1916
    - Indomenella Roy, 2008
    - Phasmomantella  Vermeersch, 2018
    - Tagalomantis  Hebard, 1920
- Подсемейство Popinae (Африка)
  - Триба Leptocolini
    - Подтриба Euchomenina
      - Euchomena Saussure, 1870

    - Подтриба Leptocolina
      - Afrothespis Roy, 2006
      - Agrionopsis Werner, 1908
      - Leptocola Gerstaecker, 1883
      - Stenopyga Karsch, 1892

  - Триба Popini
    - Danuria Stal, 1856
    - †Lithophotina Sharov, 1962
    - Macrodanuria Sjostedt, 1900
    - Macropopa Giglio-Tos, 1914
    - Neodanuria La Greca & Lombardo, 1986
    - Popa Serville, 1839